# Kleine tinamoe
De kleine tinamoe (Crypturellus soui) is een vogel die tot de orde van de tinamoes (Tinamiformes) behoort.

## Leefwijze
De kleine tinamoe is een zeer schuwe vogel die zich meestal goed verscholen houdt in de dichte vegetatie op de bodem. Deze vogel vliegt zelden en zal bij gevaar eerder hard wegrennen dan wegvliegen. De kleine tinamoe is een omnivoor die zich vooral voedt met vruchten en zaden van de bodem, maar ook met insecten en soms kleine amfibieën.

## Voortplanting
De kleine tiname legt twee eieren die door het mannetje uitgebroed worden.

## Verspreiding en leefgebied
Deze vogel leeft in de tropische wouden van Zuid-Amerika en telt 14 ondersoorten:
- C. s. meserythrus: van zuidelijk Mexico tot zuidoostelijk Nicaragua.
- C. s. modestus: Costa Rica en westelijk Panama.
- C. s. capnodes: noordwestelijk Panama.
- C. s. poliocephalus: Panama (pacifische helling).
- C. s. panamensis: Panama.
- C. s. mustelinus: noordoostelijk Colombia en noordwestelijk Venezuela.
- C. s. soui: van oostelijk Colombia tot noordoostelijk Brazilië.
- C. s. andrei: Trinidad en noordoostelijk Venezuela.
- C. s. caucae: het noordelijke deel van Centraal-Colombia.
- C. s. harterti: westelijk Colombia en westelijk Ecuador.
- C. s. caquetae: zuidoostelijk Colombia.
- C. s. nigriceps: oostelijk Ecuador en noordoostelijk Peru.
- C. s. albigularis: noordelijk en oostelijk Brazilië.
- C. s. inconspicuus: van centraal Peru tot oostelijk Bolivia.

## Beschermingsstatus
De kleine tinamoe heeft een groot verspreidingsgebied en de populatie wordt geschat op 0,5-5 miljoen vogels. Op de Rode lijst van de IUCN heeft de soort de status niet bedreigd.

## Afbeeldingen

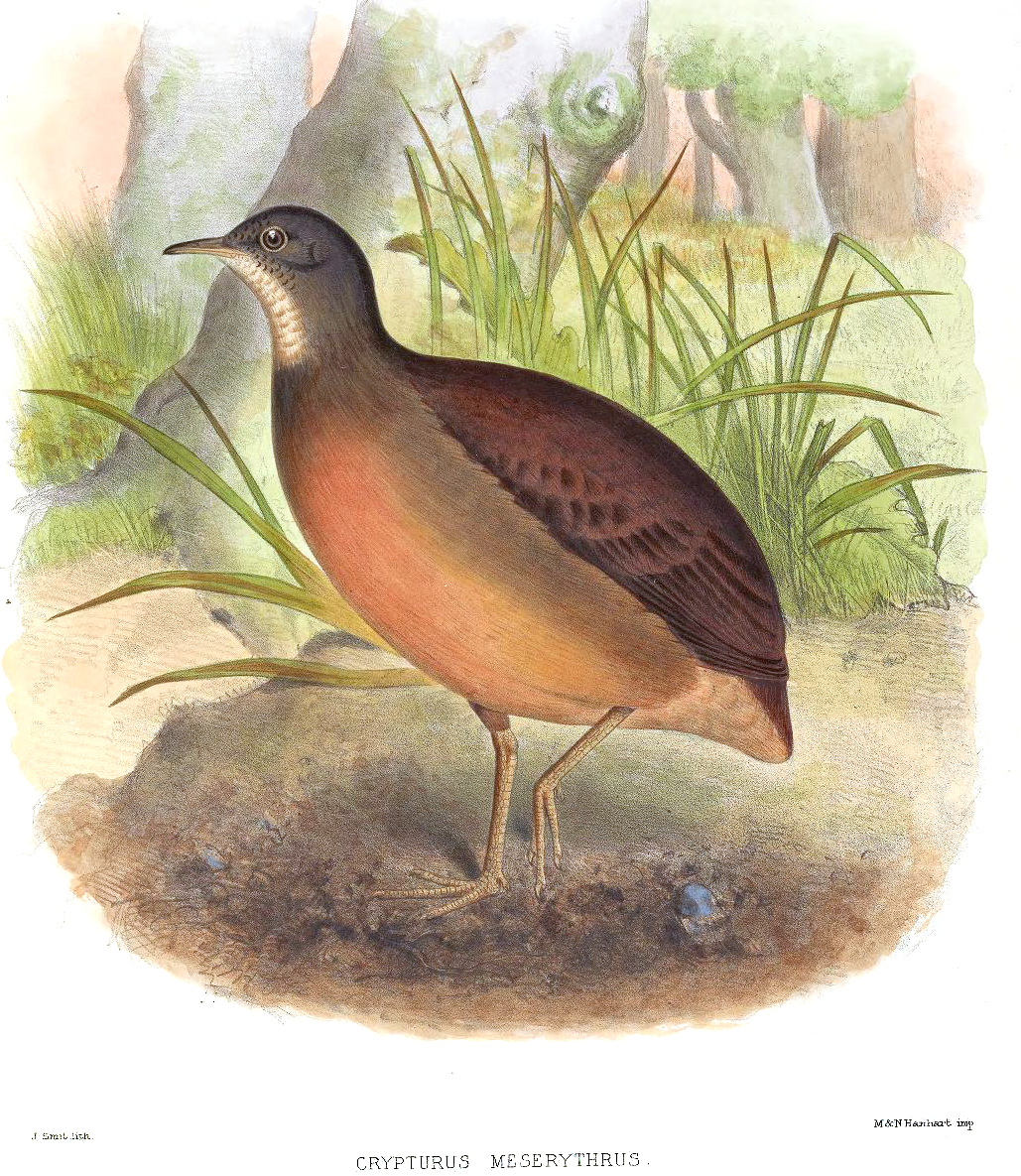
Afbeelding van Joseph Smit (1869)